# Octavian Nemescu
Octavian Nemescu (n. 29 martie 1940, Pașcani, Iași, România – d. 6 noiembrie 2020, Bucuresti) a fost un compozitor și muzicolog român contemporan.

## Studii
A studiat la Conservatorul Ciprian Porumbescu din București, între anii 1956 și 1963. Mihail Jora i-a fost profesor de componistică, Paul Constantinescu profesor de armonie iar Alexandru Pașcanu și Anatol Vieru profesori de orchestrație. În 1972 a luat parte la cursurile internaționale de specializare Ferienkurse de la  Darmstadt. În 1978 a obținut titlul de doctor în muzicologie la Academia de Muzică din Cluj-Napoca, avându-l ca îndrumător științific pe Sigismund Toduță. Tema tezei sale de doctorat a fost „Capacitățile semantice ale muzicii”, iar teza a fost tipărită în cartea purtând același titlu, de către Editura Muzicală - București, în 1983.

## Activitate didactică
A funcționat în calitate de asistent și lector universitar la Universitatea din Brașov (Facultatea de Muzică) între 1970-1978, unde a predat Analiză muzicală și contrapunct. A fost apoi profesor la Liceul de Arte „George Enescu” din București (1978-1990). După 1990 a fost profesor și conducător de doctorat la Universitatea Națională de Muzică din București. 
A susținut un Workshop de creație muzicală la Conservatorul de muzică din Lausanne (Elveția), în 2000 și 2016, cât și la Academia de muzică și dans din Ierusalim, în 2006.
A fost membru al S.A.C.E.M. (Franța) și UCMR-ADA (Societatea Română de Administrare a Drepturilor de Autor), iar între 1990-1992 și apoi, din 1994 până în 2010, a avut funcția de coordonator al secției simfonice, de muzică de cameră, operă și balet, din cadrul U.C.M.R.( Uniunea Compozitorilor și Muzicologilor din România).

## Opera muzicală (selecție)
- Patru miniaturi pentru flaut solo, 1961[6]
- Sonate für Klarinette und Klavier, 1962
- Triangle, 1963-64
- Combinations in Circles für Cello, Ensemble und Tonband, 1965
- Four Dimensions in Time – IV, ‘Illuminations’ für gemischten Chor und Orchester, 1967
- Gradeatia für Tonband, 1982
- Metabizantinirikon für Klarinette, Violine und Tonband, 1985
- Finalis-septima für Klarinette, Fagott, Violine, Cello, Klavier und Schlagzeug, 1989
- Finalpha für Posaune, Schlagzeug und Tonbannd, 1990
- Finaleph, 1990
- String Quartet for Midnight, 1993
- PostSymphony No. 3, 2003